# عطش (فلم 2004)
عطش هو فيلم درامي فلسطيني من كتابة وإخراج توفيق أبو وائل، صدر في ربيع 2004. تم تصوير الفيلم في قرية أم الفحم المهجرة، فينقل المخرج فيه العالم الذي جاء منه، حيث يغدو العطش عطشاً لكل شيء: للحرية والفرح والحب والوجود، وببساطة العطش للحياة.

## القصة
تعيش عائلة مكونة من خمسة أفراد ومعزتيهم وحمارهم في منزل قريب عن قريتهم، ويكسبون عيشهم الضئيل من خلال إنتاج وبيع الفحم الذي يصنعونه من الأشجار المحيطة، يبيع الأب والابن الفحم الذي تنتجه العائلة للقرية، ولا تغادر الأم وبناتها البيت أبداً.
وفي أحد الأيام، يقرر الأب بناء أنبوب لتحويل المياه بشكل غير قانوني لأرض العائلة، فتتراجع النساء الثلاث عن الفكرة، ويطيع الابن المراهق والده بخضوع للسماح له بمواصلة الذهاب إلى المدرسة، فيربط سرهم العائلة ويدمرها في الوقت نفسه، ويصبح المشاهد جزءاً من العلاقة المعقدة للعائلة، التي تختلط فيها المحبة والكراهية، والوحدة والتعاون بين أفراد المجموعة.
ويتوازى الماء المتدفق عبر الأنبوب مع الاستياء المتزايد الذي تشعر به الأسرة تجاه الأب، فقد أحضرهم إلى هذا المكان ضد إرادتهم وهم يعرفون أن سبب مغادرتهم لمنزلهم هو أيضًا السبب في عدم قدرتهم على العودة أبدًا، لكن المياه المتدفقة حديثًا على أرضهم تعيد إيقاظ الرغبة الغريزية في الحرية التي كانوا يكبتونها طوال هذه السنوات. 

## الممثلون
- حسين ياسين محاجنة في دور أبو شكري.
- أمل بويرات في دور أم شكري.
- ربى بلال في دور جميلة.
- جميلة أبو حسين في دور حليمة.

## الجوائز
حصل فيلم عطش على عدد من الجوائز، ومنها:
- جائزة الكاميرا الذهبية المقدمة من الاتحاد الدولي للنقاد السينمائيين في مهرجان كان السينامائي 2004.

- جائزة أفضل فيلم روائي في مهرجان الأفلام الدولي الـ(21) في مدينة القدس.
- جائزة التحكيم في مهرجان السينما العربية في الدورة السابعة في باريس.

## روابط خارجية
- عطش على MUBI.

- عطش على IMDb.
- عطش على فيلمافينيتي.